# 耶穌聖心主教座堂 (太平)
耶穌圣心主教座堂（Nhà thờ chính tòa Thái Bình）是天主教太平教区的主教座堂，位于越南太平省太平市黎鸿丰坊（Phường Lê Hồng Phong）陈兴道街（đường Trần Hưng Đạo）8号。
1906年，太平修建了一座宏伟的哥特式教堂。1908年8月17日，主教为其祝圣，以耶稣圣心为主保。
1936年3月9日，罗马教廷成立太平代牧区，该堂成为主教座堂。. 卡萨迪奥·图安主教（Casadio Thuận）命令西班牙籍本堂神父伦格尔·勒（Rengel Le）扩建教堂，建立了一座镀金祭坛，使该堂符合主教座堂的身份
该堂在1967年和1995年举行修复。但是随着时间的流逝，教堂显示出恶化的迹象。2005年7月17日，阮方济各沙勿略主教开始建造新的主教座堂，2007年10月13日正式启用。
这座新堂面积超过6000平方米，设计为两层，长81 m，宽24.8 m，最宽处为34.2 m，教堂面积为2260m²。